# Борка Аврамова
Борка Аврамова (Тетово, 9. октобар 1924 — Загреб, 25. март 1993) била је југословенска и македонска вајарка и графичарка.

## Биографија
Рођена је 1924. године у Тетову. Академију ликовних уметности завршила је у Загребу 1953. године. Била је сарадница мајсторске радионице Франа Кршинића. Била је на студијским путовањима у Италији и Француској. Први пут је излагала у Скопљу 1953. године.
Самосталне изложбе имала је у Скопљу, Загребу, Сплиту, Београду, Милану, Задру, Ријеци и осталим градовима. Колективно је излагала на изложбама у Југославији и иностранству у саставу Друштва ликовних уметника Македоније, Савеза ликовних уметника Југославије, Удружења ликовних уметника Хрватске, на Медитеранском бијеналу у Александрији 1955, на изложби „Млади југославенски уметници“ у Милану, на Међународној изложби графике у Карари 1958, Другом тријеналу ликовних уметности у Београду 1964, на изложби „НОБ у делима ликовних уметника Југославије“ у Београду 1966. године и остало.
Такође се бавила графиком и обрадом метала.
Умрла је 1993. године у Загребу.

## Стваралаштво
Неки од њезиних споменика у јавном простору су:
- Споменик победи (Жена-борац), Тетово 1961.
- Бизон, Загреб 1960е